# Meloriastacus ctenidis
Meloriastacus ctenidis is een eenoogkreeftjessoort uit de familie van de Leptastacidae. De wetenschappelijke naam van de soort is voor het eerst geldig gepubliceerd in 1997 door Huys & Todaro.